# David E. Trilling
David E. Trilling (né en 1972) est un astronome américain. Il a obtenu un doctorat en planétologie en 1999 à l'université de l'Arizona et depuis 2008 il est assistant à la faculté d'astronomie.
Il faisait partie de l'équipe du programme Deep Ecliptic Survey dirigée par Robert L. Millis qui a découvert (28978) Ixion, un gros objet de la ceinture de Kuiper, le 22 mai 2001.
Le Centre des planètes mineures le crédite de la découverte ou de la co-découverte de 7 astéroïdes numérotés, dont 4 avec Marc W. Buie et un avec Lawrence H. Wasserman, effectuées entre 2003 et 2007.
L'astéroïde (20362) Trilling porte son nom.
| (260824) Hermanus   | 9 août 2005     |
| (541144) 2013 HY145 | 18 mars 2002    |
| (541285) 2011 ES72  | 26 février 2004 |
| (542525) 2013 EY50  | 26 février 2004 |
| (543843) 2014 QP149 | 26 février 2004 |